# ذنب العقرب
ذنب العقرب  أو ذيول العقارب (الاسم العلمي: Scorpiurus)، جنس نباتات مُزهرة من فصيلة البقولية. يشتمل على نوعين فقط: ذنب العقرب الشائك، الذي يستخدم في البستنة والسلطات، وذنب العقرب الملتو. كلاهما متوطن في منطقة البحر الأبيض المتوسط والشرق الأدنى.